# Élection présidentielle grecque de 2010
L'élection présidentielle grecque de 2010 a lieu le 3 février 2010 afin d'élire au suffrage indirect le président de la République hellénique pour un mandat de cinq ans.
Seul candidat, le président sortant Károlos Papoúlias est réélu pour un second quinquennat grâce au soutien du PASOK, de la Nouvelle Démocratie et du LAOS,,.
Son deuxième mandat commence le 12 mars 2010,.

## Résultats
| Candidat                 | Candidat                 | Parti                    | Premier tour | Premier tour |
| Candidat                 | Candidat                 | Parti                    | Voix         | %            |
| ------------------------ | ------------------------ | ------------------------ | ------------ | ------------ |
|                          | Károlos Papoúlias        | PASOK                    | 266          | 100          |
|                          |                          |                          |              |              |
| Majorité requise         | Majorité requise         | Majorité requise         | 200 voix     | 200 voix     |
|                          |                          |                          |              |              |
| Suffrages exprimés       | Suffrages exprimés       | Suffrages exprimés       | 266          | 89,26        |
| Votes blancs et nuls     | Votes blancs et nuls     | Votes blancs et nuls     | 32           | 10,74        |
| Total                    | Total                    | Total                    | 298          | 100          |
| Absents                  | Absents                  | Absents                  | 2            | 0,66         |
| Inscrits / Participation | Inscrits / Participation | Inscrits / Participation | 300          | 98,34        |